# Crystal Growth & Design
Crystal Growth & Design (usualmente abreviada como Cryst. Growth Des.)  es una revista científica revisada por iguales, publicada desde 2001 por la American Chemical Society y dedicada a divulgar contribuciones en el área de la química y la ingeniería química sobre crecimiento cristalino, ingeniería de cristales, y aplicación industrial de los materiales cristalinos. Recoge estudios teóricos y experimentales sobre fenómenos y procesos físicos, químicos, y biológicos relacionados con el diseño, crecimiento y aplicación de los materiales cristalinos. Crystal Growth & Design está actualmente indexada y se pueden ver resúmenes de sus artículos en: CAS, SCOPUS, EBSCOhost, y Web of Science
Entre las áreas de interés destacan: ingeniería de cristales, tanto inorgánica como orgánica, crecimiento de cristales (dirigida especialmente al desarrollo de nuevos materiales con aplicaciones), polimorfismo,politipismo, fases nanoestruturadas, interacciones moleulares, modelado y predicción de estructuras cristalinas, transiciones de fase, disolución y recristalización de cristales y técnicas de purificación. La publicación es actualmente mensual.
El actual editor-jefe es Robin D. Rogers. En 2014 alcanzó un factor de impacto ISI de 4,891.